# Myelat
Myelat és una regió de l'Estat Shan de Myanmar, que comprenia els estats de Hsamongkham, Pwela, Pindaya, Yengnan, Pinhmi, Kyone, Loilong, Lawksawk i Maw. Els estats subsidiaris principals de l'àrea són Heho, Tigit, i Lonpo dependents de Yawnghwe. El nom vol dir “terra deshabitada”, però més aviat s'ha d'interpretar com terra de ningú o terra del mig (lat = mig) entre país Shan i país birmà. Va ser creat com unitat administrativa pels reis birmans. Els estats depenien del sitkegi (virrei) de Mongnai, i els prínceps tenien el grau més baix: el més alt era sawpaw (saofa) o príncep celestial, el segon myosa o príncep, el tercer Shwehums és a dir caps de les rendes d'or; i el més baix ngwekhunhmus, que vol dir caps de les rendes de plata. Aquest prínceps enviaven el tribut pel rei de Birmània al virrei de Mongnai i va ser així fins després del 1853. Però en el regnat de Mindon (1853-1878), un oncle del rei es va adonar que els petits estats de l'àrea podien aportar molt de tribut, mes que d'altres estats més grans, i amb l'aprovació del rei, es va instal·lar un representant especial al Myelat. Un wun (governador reial) va anar a residir a la zona del llac. La seva jurisdicció arribava fins Hsatung i Hopong i no depenia del virrei de Mongnai. La jurisdicció va continuar amb els britànics (1887) com divisió dels Estats Shan Meridionals, administrada per un assistent del superintendent amb seu a Hsamongkham, un poble prop de la carretera de Thazi a Taunggyi; el mateix oficial tenia autoritat també sobre l'estat de Yawnghwe i els seus subsidiaris.